# Weißenstadt
Weißenstadt – miasto w Niemczech, w kraju związkowym Bawaria, w rejencji Górna Frankonia, w regionie Oberfranken-Ost, w powiecie Wunsiedel im Fichtelgebirge. Leży w Smreczanach, nad Ochrzą, u źródeł Soławy.
Miasto położone jest 11 km na północny zachód od Wunsiedel, 23 km na południe od Hof i 27 km na północny wschód od Bayreuth.

## Dzielnice
W skład miasta wchodzą następujące dzielnice: 

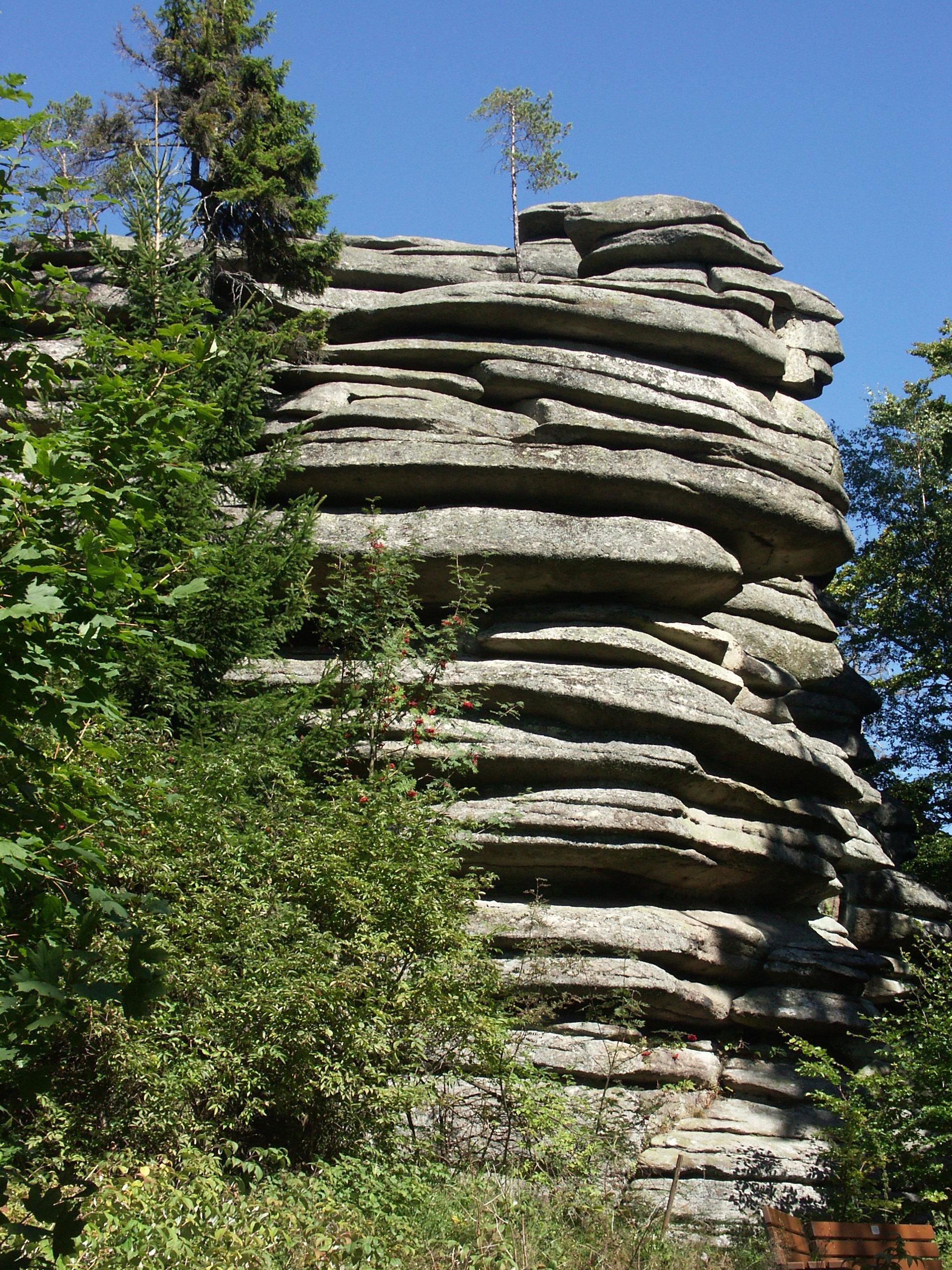
Rudolfstein

| - Birk - Franken - Frohnlohe - Grub - Grubbach - Hühnerhöfen - Lehsten - Meierhof - Neuenhammer - Ruppertsgrün - Schönlind | - Torfmoorhölle - Voitsumra - Weiherhöfen - Weißenhaid - Weißenhaider Mühle - Weißenstadt - Ziegelhütte bei Lehsten |

## Zabytki i atrakcje
- ewangelicki kościół parafialny z 1823
- XVIII-wieczny kościół katolicki
- Großer Waldstein - góra, zamek
- Rudolfstein - góra